# Kayalidere
Kayalidere est un village de Turquie dans le district de Varto (province de Muş).

## Géographie
Il se trouve à 72 km de Muş et à 24 km de Varto.

## Histoire
Le village est surtout connu pour son site archéologique. Parmi les trouvailles, en 1965 y a été trouvé un petit lion couché rugissant. Seton Lloyd a étudié le site.